# Prozerpina
 Ovo je glavno značenje pojma Prozerpina. Za druga značenja pogledajte Prozerpina (razdvojba).
Prozerpina (Proserpine, Prosperine ili Prosperina) je rimska božica. Njezin je grčki pandan Perzefona. Prozerpina je kći božice zemljoradnje Cerere i Jupitera, boga neba. Opisana je kao mlada lijepa djevojka.

## Otmica Prozerpine
Venera, božica ljepote, htjela je donijeti ljubav Plutonu. Poslala je svog sina Amora da ispali čarobnu strijelu ljubavi prema Plutonu. Pluton je bio pogođen i zaljubio se. Prozerpina je bila na Siciliji, na otoku koje je njezina majka jako voljela. Igrala se s nimfama i brala cvijeće. Iz vulkana Etna došao je Pluton i odveo ju u podzemlje (Had). Pluton je Prozerpini bio stric, a ona se udala za njega i postala kraljica podzemlja. Cerera je prošla cijelu Zemlju tražeći svoju kćer. Bila je vrlo tužna te je zaboravila na usjeve i plodove, pa je priroda opustjela. Odbila se vratiti na planinu Olimp. Hodala je Zemljom stvarajući pustinju. Jupiter je bio zabrinut za svoju sestru Cereru i svoju kćer Prozerpinu pa je poslao  Merkura, svog sina, da nađe Prozerpinu kod Plutona. Pluton je odbio pustiti svoju ženu, tvdeći da je ona njegova i zato što je pojela zrnje šipka. Ali postignut je dogovor - Prozerpina će ostati 6 mjeseci kod njega, ostatak godine kod majke. To je dovelo do smjene godišnjih doba.

## Sličnost s grčkom mitologijom
Grčki pandan Prozerpini je Perzefona. Njihova su imena slična, a obje su kraljice podzemlja. Identičan je način otmice, ali ne i mjesto otmice. Naime, u rimskom mitu Prozerpina je oteta na Siciliji, a u grčkom mitu na polju u Grčkoj. Rimljanin Klaudije je ustvrdio da je mit o Perzefoni sličan mitu o Orfeju i Euridici. Taj mit je gotovo u potpunosti isti, i u Grčkoj, i u Rimu.

## Vanjske poveznice
|  | Zajednički poslužitelj ima još gradiva o temi Prozerpina |